# Lauxania kafarista
Lauxania kafarista är en tvåvingeart som beskrevs av Perusse och Wheeler 2000. Lauxania kafarista ingår i släktet Lauxania och familjen lövflugor.
Artens utbredningsområde är Oregon. Inga underarter finns listade i Catalogue of Life.